# Utqiaġvik
Utqiaġvik (bis 2016: Barrow) ist eine Stadt im North Slope Borough im Bundesstaat Alaska in den Vereinigten Staaten. Sie ist die nördlichste Stadt der USA und Verwaltungssitz (Borough Seat) des North Slope Boroughs. Das U.S. Census Bureau hat bei der Volkszählung 2020 eine Einwohnerzahl von 4927 ermittelt.

## Name
Im Oktober 2016 wurde in einem Bürgerreferendum beschlossen, die Stadt von Barrow in Utqiaġvik umzubenennen. Dies ist der althergebrachte Name des Ortes auf Inupiaq, der Sprache der hier seit Jahrtausenden ansässigen Iñupiat, und bedeutet so viel wie „Ort, an dem Eulen gejagt werden“. Der bisherige Name der Stadt war vom Kap Point Barrow abgeleitet, dem 15 km entfernten nördlichsten Punkt der Vereinigten Staaten, das seinerseits 1825 nach Sir John Barrow benannt wurde.

## Lage
Da die Stadt westlich von Point Barrow liegt, liegt sie noch an der Tschuktschensee. Point Barrow ist der Grenzpunkt zu der sich im Osten anschließenden Beaufortsee.
Utqiaġvik liegt etwas nördlicher als das europäische Nordkap. Aufgrund ihrer nördlichen Lage jenseits des Polarkreises gibt es dort im Winter vom 20. November bis 22. Januar kein Sonnenlicht. Während dieser 66 Tage der Polarnacht ist am Himmel nur eine Dämmerung zu sehen.
Straßenverbindungen in andere Orte gibt es nicht. Der Flughafen Wiley Post-Will Rogers Memorial Airport verbindet die Stadt mit dem Rest des Landes. Während der eisfreien Sommermonate besteht die Möglichkeit, mit hochseetauglichen Lastkähnen Güter nach Utqiaġvik zu verschiffen, die ansonsten per Luftfracht transportiert werden müssen.

## Demographie
Utqiaġvik zählt 4927 Einwohner, die sich zusammensetzen aus: 53,8 % Inuit und Native Americans, 12,7 % gemischtrassig, 12,1 % Asiaten, 14,1 % Weiße, 5,8 % Hawaiier und andere Polynesier sowie 1,5 % Schwarze. Das mittlere Jahreseinkommen beträgt bei Männern 57.964 US-Dollar und bei Frauen 62.917 US-Dollar.

## Archäologische Fundstätte Utqiaġvik

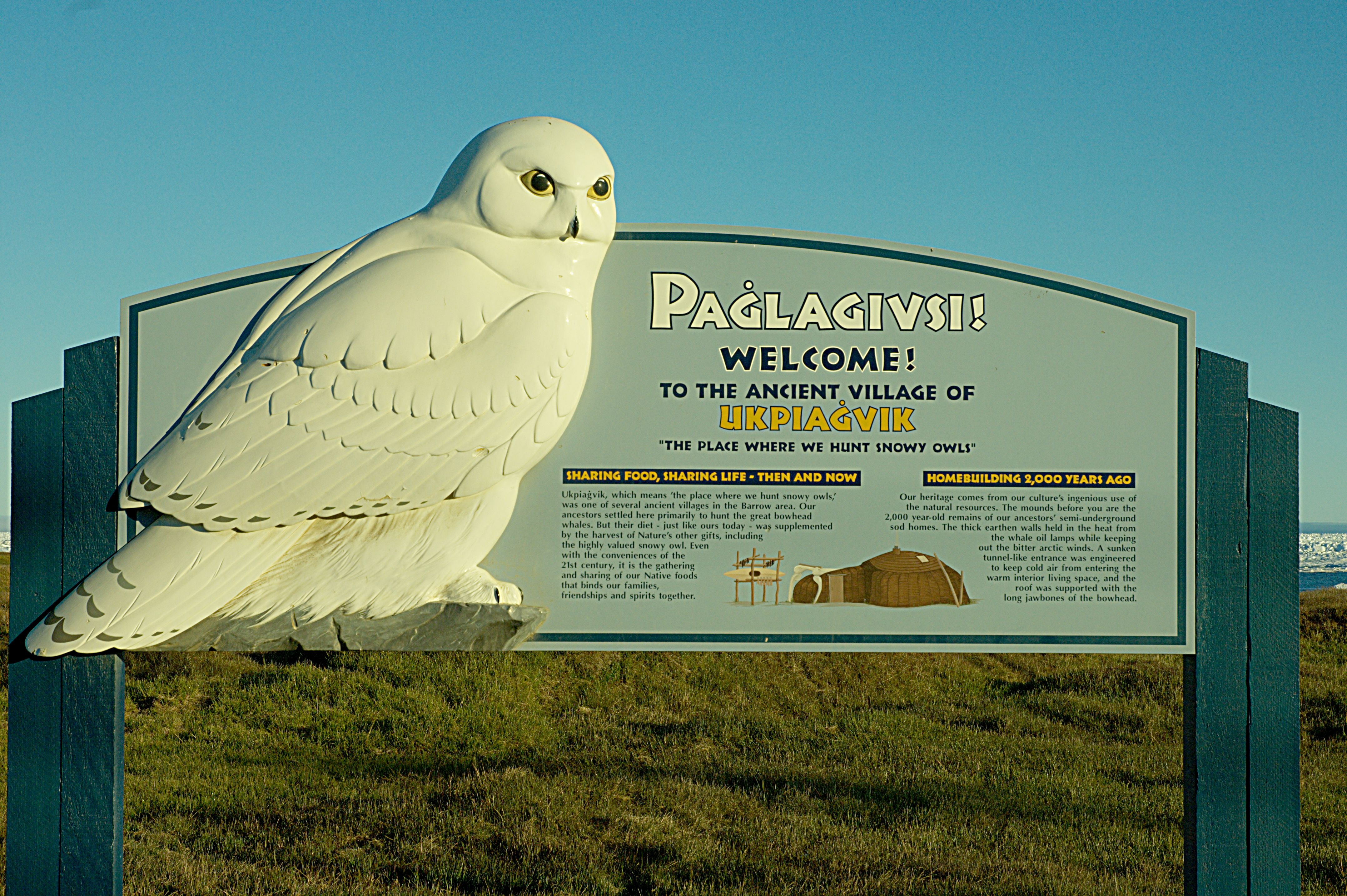
Hinweisschild auf die archäologische Fundstätte

Utqiaġvik war ein Winterlager von Iñupiat, die im Sommer im weiteren Umkreis jagten und fischten. In der heutigen archäologischen Fundstätte aus 60 historischen und prähistorischen Häusern wurden im Juli 1982 die Überreste von fünf Menschen gefunden, die durch eine plötzlich hereinbrechende Eiswoge (Inupiaq: ivu) in ihrem Haus gefangen und unter dem Gewicht des Eises sofort getötet worden waren. Das Ereignis konnte mittels Radiokarbonmethode auf das Jahr 1510 ± 70 Jahre datiert werden. Die Leichen einer 20-jährigen Frau, eines 13-jährigen Knaben und eines achtjährigen Mädchens waren skelettiert. Dagegen waren eine Frau in den mittleren 20ern und eine etwa 40-jährige Frau mumifiziert. Wahrscheinlich hatten sie tiefer als die anderen gelegen und waren im eindringenden Schmelzwasser gefroren. Die Obduktion der Mumien ergab, dass beide an Anthrakose litten, die ältere auch Arteriosklerose und Trichinellose. Zudem hatte sie einige Monate vor ihrem Tod ein Kind geboren, das allerdings nicht gefunden wurde. Die leeren Mägen und gedehnten Blasen lassen vermuten, dass die Familie nachts vom Unglück überrascht wurde. Bei den Leichen wurden auch Artefakte wie Schneebrillen, Eispickel, Harpunen und Kochgeschirr gefunden.

## Kultur

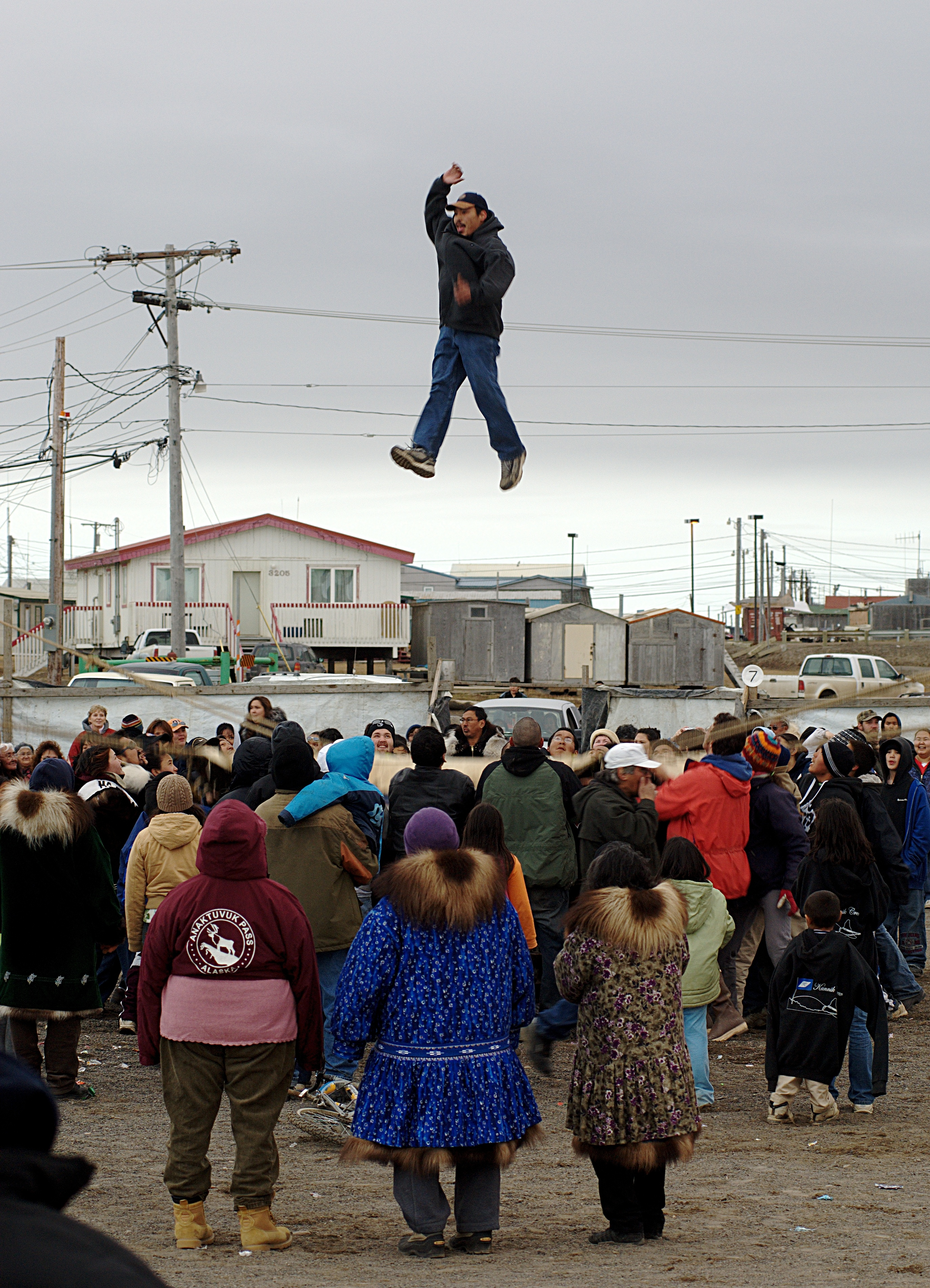
„Nalukataq Blanket Toss“

Jedes Frühjahr findet in Utqiaġvik in der dritten Juniwoche das Walfangfest Nalukataq statt, wenn die Temperaturen beginnen über dem Gefrierpunkt zu liegen. Dabei wird traditionell das Walfleisch an die Iñupiat-Bevölkerung verteilt, werden Geschichten erzählt und Lieder gesungen. Zum Abschluss wird der Blanket Toss veranstaltet, bei dem mit einem gespannten Robbenfell Personen in die Luft geworfen werden. Traditionell sind die Kapitäne der Walfangschiffe und ihre Frauen zuerst an der Reihe, dabei werfen sie während des Schleuderns Süßigkeiten in die Menge.

## Populärkultur
- Der Horrorfilm 30 Days of Night mit Josh Hartnett spielt in Utqiaġvik.
- Im Roman World’s End von T. C. Boyle fliegt der Protagonist Walter Van Brunt nach Utqiaġvik, wo angeblich sein vor 19 Jahren verschwundener Vater Truman lebt.
- Der 2012er Spielfilm Der Ruf der Wale (Originaltitel: Big Miracle), mit Drew Barrymore und John Krasinski dreht sich um die Rettung dreier Grauwale aus dem Eis der Beaufortsee nördlich der Landspitze Point Barrow (15 km von Utqiaġvik entfernt), die sich im Oktober 1988 als Operation Breakthrough[9] dort tatsächlich ereignet hat.

## Klimatabelle
|                       | Jan   | Feb   | Mär   | Apr   | Mai   | Jun  | Jul | Aug | Sep  | Okt   | Nov   | Dez   |   |       |
| Mittl. Tagesmax. (°C) | −22,2 | −24,8 | −22,6 | −14,2 | −4,3  | 2,8  | 6,8 | 5,6 | 0,8  | −6,6  | −14,8 | −21,3 | ⌀ | −9,5  |
| Mittl. Tagesmin. (°C) | −29,6 | −31,4 | −29,9 | −22,3 | −10,0 | −1,7 | 0,6 | 0,6 | −2,7 | −12,0 | −21,3 | −27,8 | ⌀ | −15,5 |
|                       |       |       |       |       |       |      |     |     |      |       |       |       |   |       |
| Niederschlag (mm)     | 4     | 4     | 5     | 5     | 4     | 7    | 25  | 23  | 14   | 11    | 6     | 5     | Σ | 113   |
|                       |       |       |       |       |       |      |     |     |      |       |       |       |   |       |
| Regentage (d)         | 1     | 1     | 1     | 1     | 1     | 2    | 5   | 6   | 5    | 4     | 2     | 1     | Σ | 30    |
|                       |       |       |       |       |       |      |     |     |      |       |       |       |   |       |
| Luftfeuchtigkeit (%)  | 68    | 67    | 67    | 74    | 86    | 89   | 89  | 91  | 90   | 85    | 77    | 70    | ⌀ | 79,5  |

| −29,6 |

| −31,4 |

| −29,9 |

| −22,3 |

| −10,0 |

| −1,7 |

| 0,6 |

| 0,6 |

| −2,7 |

| −12,0 |

| −21,3 |

| −27,8 |

| −29,6 |

| −31,4 |

| −29,9 |

| −22,3 |

| −10,0 |

| −1,7 |

| 0,6 |

| 0,6 |

| −2,7 |

| −12,0 |

| −21,3 |

| −27,8 |

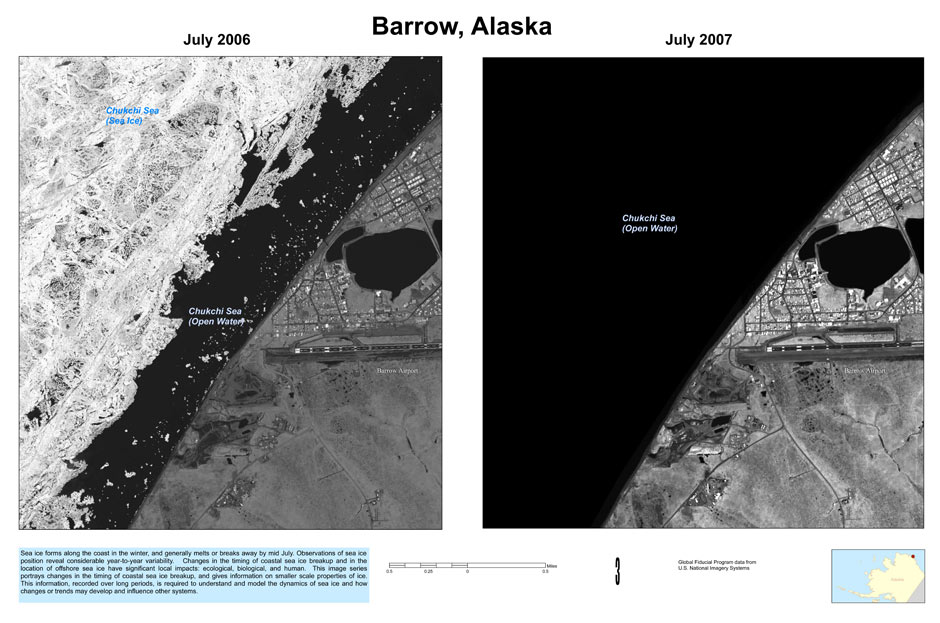
Satellitenbilder von Juli 2006 und Juli 2007

8 km nordöstlich der Ortschaft befindet sich seit 1973 das Barrow Atmospheric Baseline Observatory, eine der vier Messstationen des NOAA Global Monitoring Laboratory.

## Städtepartnerschaft
- Ushuaia, Argentinien
- Nuuk, Grönland